# 西海市
西海市（さいかいし）は、長崎県の西彼杵半島の北部に位置する市である。

## 地理

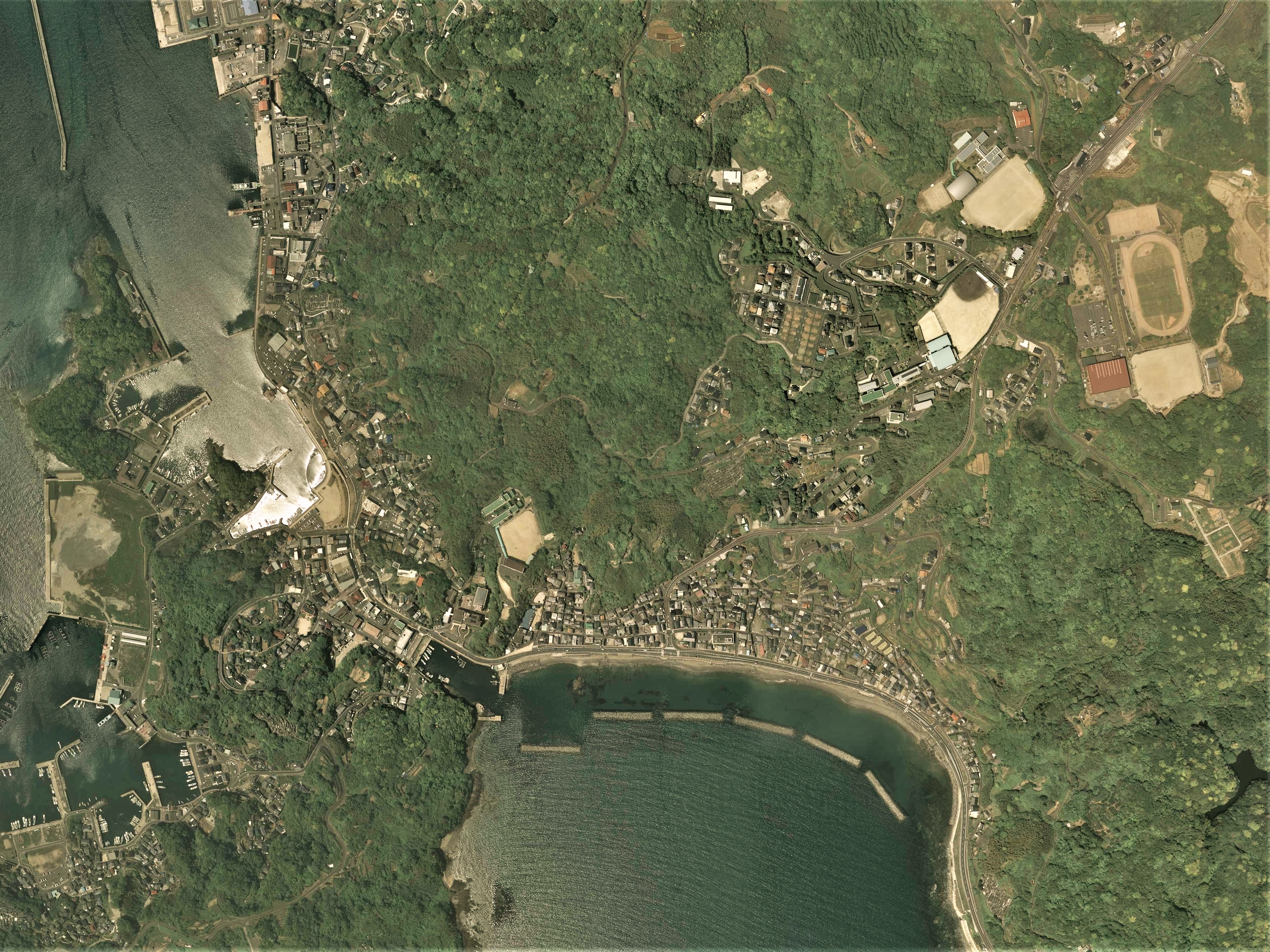
市役所が所在する旧大瀬戸町中心部周辺の空中写真。
2010年5月3日撮影の3枚を合成作成。。

三方を五島灘・佐世保湾・大村湾に囲まれた西彼杵半島北部と、周辺に点在する島からなる。ほとんどの地域がリアス式海岸で、海岸線は複雑に入り組んでいる。半島部の最高峰は標高561mの長浦岳（ながうらだけ、山頂は長崎市）である。海岸までは丘陵地で照葉樹林、スギ・ヒノキ林、果樹園、農耕地などがあり、平野部は狭い。市章は青い丸の中に小さな白い丸が5つ、「S」字に並んでいる。5つの丸は合併した5つの町を、Sは西海（Saikai）の頭文字を表している。
主な河川
- 西彼杵半島東部
  - 大明寺川（だいみょうじ、旧西彼町）
  - 鳥加川（とりか、旧西彼町）
  - 木場川（こば、旧西海町）
- 西彼杵半島西部
  - 伊佐ノ浦川（いさのうら、旧西海町）
  - 多以良川（たいら、旧大瀬戸町）
  - 雪浦川（ゆきのうら、旧大瀬戸町）

島
- 大村湾内 - 特に鳥加（とりか）・大串（おおぐし）[1] 周辺は島が多い。このうち竹島（竹ノ島）と前ノ島は有人島である。
- 五島灘沖
  - 有人島
    - 松島（まつしま）- 旧大瀬戸町。瀬戸港の目前にあり、送電線はあるが、橋は架かっていない。
    - 南串島（なぐしじま）- 旧西海町。国道202号が通っており、柳地区と七釜地区を結んでいる。
    - 崎戸島 -（本郷橋）- 蛎浦島 -（中戸大橋）- 大島-（寺島大橋）- 寺島-（大島大橋）-西彼杵半島
      - 崎戸島（さきとじま）- 旧崎戸町。本郷橋で蛎浦島と結ばれている。
      - 蛎浦島（かきのうらしま）- 旧崎戸町。中戸大橋で大島と結ばれている。
      - 大島（おおしま）- 旧大島町。寺島大橋で寺島と結ばれている。
      - 寺島（てらしま）- 旧大島町。大島大橋で西彼杵半島と結ばれている。

    - 西彼杵半島よりも五島列島中通島に近い島
      - 江島（えのしま）- 旧崎戸町。西彼杵半島からは約30km。しかし、五島列島中通島（南松浦郡新上五島町）からは約20km。
      - 平島（ひらしま）- 旧崎戸町。西彼杵半島からは約40km。しかし、五島列島中通島からは約6km。

### 隣接する自治体
- 南部 - 長崎市（旧外海町、旧琴海町）と市境を接する。
- 北部 - 陸続きではないが、佐世保市と西海橋・新西海橋でつながっている。

## 地域

### 人口
| |                                        |  |
| 西海市と全国の年齢別人口分布（2005年） | 西海市の年齢・男女別人口分布（2005年） |  |
| ■紫色 ― 西海市 ■緑色 ― 日本全国 | ■青色 ― 男性 ■赤色 ― 女性              |  |
| 西海市（に相当する地域）の人口の推移 \| 1970年（昭和45年） \| 42,769人 \| \| \| 1975年（昭和50年） \| 41,941人 \| \| \| 1980年（昭和55年） \| 41,064人 \| \| \| 1985年（昭和60年） \| 39,670人 \| \| \| 1990年（平成2年） \| 37,610人 \| \| \| 1995年（平成7年） \| 36,327人 \| \| \| 2000年（平成12年） \| 35,288人 \| \| \| 2005年（平成17年） \| 33,680人 \| \| \| 2010年（平成22年） \| 31,176人 \| \| \| 2015年（平成27年） \| 28,691人 \| \| \| 2020年（令和2年） \| 26,275人 \| \| |                                        |  |
| 総務省統計局 国勢調査より |                                        |  |
| 1970年（昭和45年） | 42,769人                               |  |
| 1975年（昭和50年） | 41,941人                               |  |
| 1980年（昭和55年） | 41,064人                               |  |
| 1985年（昭和60年） | 39,670人                               |  |
| 1990年（平成2年） | 37,610人                               |  |
| 1995年（平成7年） | 36,327人                               |  |
| 2000年（平成12年） | 35,288人                               |  |
| 2005年（平成17年） | 33,680人                               |  |
| 2010年（平成22年） | 31,176人                               |  |
| 2015年（平成27年） | 28,691人                               |  |
| 2020年（令和2年） | 26,275人                               |  |

### 地名
西海市の地名は「□□町○○郷」のように合併前の町名を冠した後に郷の名称が付く（大島町および崎戸町江島・平島を除く）。
住所表記として用いられる郷の他に、行政上の単位で、自治会としても用いられる行政区についても記述する。
合併などによる名称変更など、地名の変遷は各町のページを参照のこと。
旧西海町（さいかいちょう）
12行政区が存在する。
- 西海町横瀬郷（よこせごう）

行政区は横瀬西・横瀬東に分かれる。
- 西海町七釜郷（ななつがまごう）

行政区は「七釜」の他に山間部の「白岳」がある。
- 西海町中浦北郷（なかうらきたごう）
- 西海町中浦南郷（なかうらみなみごう）

行政区は南北合わせて「中浦」としている。
- 西海町太田原郷（おおたはらごう）
- 西海町木場郷（こばごう）
- 西海町川内郷（かわちごう）

行政区は太田原・木場・川内をあわせ「川内」としている。
以下は各郷ごとに行政区が設置されている。
- 西海町面高郷（おもだかごう）
- 西海町天久保郷（あまくぼごう）
- 西海町丹納郷（たんのうごう）
- 西海町黒口郷（くろくちごう）
- 西海町太田和郷（おおたわごう）
- 西海町水浦郷（みずうらごう）

旧西彼町（せいひちょう）
行政区は、喰場郷が上岳に含まれることを除けば、各郷ごとに設置。
- 西彼町伊ノ浦郷（いのうらごう）
- 西彼町小迎郷（こむかえごう）
- 西彼町八木原郷（やきはらごう）
- 西彼町大串郷（おおくしごう）
- 西彼町平山郷（ひらやまごう）
- 西彼町鳥加郷（とりかごう）
- 西彼町喰場郷（じきばごう）
- 西彼町上岳郷（かみだけごう）
- 西彼町下岳郷（しもたけごう）
- 西彼町白崎郷（しろさきごう）
- 西彼町中山郷（なかやまごう）
- 西彼町宮浦郷（みやうらごう）
- 西彼町亀浦郷（かめうらごう）
- 西彼町風早郷（かざはやごう）
- 西彼町白似田郷（しらにたごう）
- 西彼町平原郷（ひらばるごう）

旧大瀬戸町（おおせとちょう）
大瀬戸町では郷の名称に「多以良」「松島」「瀬戸」「雪浦」の旧村名を冠する。
- 大瀬戸町多以良内郷（たいらうちごう）

行政区: 下郷、上郷
- 大瀬戸町多以良外郷（たいらそとごう）

行政区: 柳、平倉
- 大瀬戸町松島内郷（まつしまうちごう）

行政区: 釜浦、本村、西泊、内浦
- 大瀬戸町松島外郷（まつしまそとごう）

行政区: 外平
- 大瀬戸町瀬戸板浦郷（せといたのうらごう）

行政区: 板浦
- 大瀬戸町瀬戸福島郷（せとふくしまごう）

行政区: 福島、向島
- 大瀬戸町瀬戸樫浦郷（せとかしのうらごう）

行政区: 樫浦
- 大瀬戸町瀬戸羽出川郷（せとはでがわごう）

行政区: 羽出川
- 大瀬戸町瀬戸下山郷（せとしたやまごう）

行政区: 下山、白西平
- 大瀬戸町瀬戸西濱郷（せとにしはまごう）

行政区: 西浜、緑が丘
- 大瀬戸町瀬戸東濱郷（せとひがしはまごう）

行政区: 東浜、小干
- 大瀬戸町雪浦幸物郷（ゆきのうらこうぶつごう）

行政区: 幸物、藤原
- 大瀬戸町雪浦久良木郷（ゆきのうらきゅうらぎごう）

久良木集落・古田開拓地があったが現在、行政区としては数えられておらず、国勢調査も河通郷の一部として数えられている。
- 大瀬戸町雪浦河通郷（ゆきのうらごうつうごう）

行政区: 河通
- 大瀬戸町雪浦奥浦郷（ゆきのうらおくうらごう）

行政区: 上の瀬、奥浦
- 大瀬戸町雪浦上郷（ゆきのうらかみごう）

行政区: 北区
- 大瀬戸町雪浦小松郷（ゆきのうらこまつごう）

行政区: 小松
- 大瀬戸町雪浦下郷（ゆきのうらしもごう）

行政区: 南区、中区
- 大瀬戸町雪浦下釜郷（ゆきうらしものかまごう）

行政区: 西区
旧大島町（おおしまちょう）
大島町は「郷」を設置していなかった為、合併後も5町で唯一「郷」は存在しない。
- 大島町

行政区: 大島、塩田、塔の尾、太田尾、中戸、黒瀬、蛤、徳万、間瀬本町1～2区、間瀬東町1～2区、馬込東、馬込西、寺島、真砂、中央、百合ヶ丘
旧崎戸町（さきとちょう）
- 崎戸町蛎浦郷（かきのうらごう）

行政区: 浅間、本町、中央、栗崎、横浦、水浦
- 崎戸町本郷（ほんごう）

行政区: 本郷
- 崎戸町江島（えのしま）

行政区: 江島西、江島東、江島浜
- 崎戸町平島（ひらしま）

行政区: 平島西、平島東、平島北

## 歴史
五島灘沿いの西彼杵半島西部および離島の各港は1630年代（江戸時代・寛永年間）から捕鯨基地として栄えた。明治以降は石炭採掘が始まり、各地の港は大いに賑わった。
しかし捕鯨産業が成り立たなくなり、炭鉱も全て閉山した現在は人口の流出が多い。

### 近現代
- 1955年（昭和30年）12月1日 - 西海橋が開通。
- 1961年（昭和36年） - 中戸大橋が完成し、蛎浦島と大島が結ばれる。
- 1967年（昭和42年）- 崎戸橋が開通。（蛎浦島の入り江を結ぶ橋）
- 1971年（昭和46年）- 本郷橋が完成し、崎戸島と蛎浦島が結ばれる。
- 1973年（昭和47年）2月7日 - 大島造船所が設立。
- 1981年（昭和56年）1月16日 - 松島火力発電所1号機が稼働開始。
- 1988年（昭和63年）- 寺島大橋が完成。大島と寺島が結ばれる。
- 1999年（平成11年）11月11日 - 大島大橋（長さ 約1,095m／有料）が開通。
  - 寺島と西彼杵半島が結ばれたことにより、崎戸島・蛎浦島・大島・寺島・西彼杵半島すべてがつながった。
- 2006年（平成18年）3月5日 - 新西海橋が開通。
- 2009年（平成21年）3月31日 - 西海市が加盟していた佐世保地域広域市町村圏組合が解散。
- 2010年（平成22年）4月1日 - パスポート業務が長崎県から西海市に移管。これにより、西海市民は西海市役所本庁でパスポートの申請・受け取りができるようになった。[2]
- 2011年（平成23年）4月1日 - 大島大橋が無料化。西海市立病院（大島町）が民営化され、社会福祉法人福医会さいかい病院となる。[3]
- 2014年（平成26年）7月3日 - 気象庁が設置する雨量計で当時の最新記録を上回る78.5mmの雨を観測。各地で冠水や土砂崩れが起こり、後に50年に1度の大雨と発表される。

### 行政区域の変遷
- 1871年（明治4年）
  - 旧暦7月14日（8月29日） - 廃藩置県により、大村県の管轄となる。
  - 旧暦11月14日（12月25日） - 第1次府県統合により、全域が長崎県の管轄となる。
- 1878年（明治11年）
  - 10月28日 - 郡区町村編制法の長崎県での施行により、彼杵郡のうち西彼杵半島と周辺島嶼部、長崎半島と周辺島嶼部、および高来郡の一部の区域に行政区画としての西彼杵郡が発足。
  - 江島村が平島村に合併。
- 1883年（明治16年） - 平島村の一部が分立して江島村となる。
- 1889年（明治22年）4月1日 - 町村制施行により、西彼杵郡のうち現在の市域にあたる以下の各村が発足。（）は合併を行った村、他は単独での村制施行。
  - 亀岳村（←亀浦村・下岳村）、大串村、面高村、七釜村、瀬川村（←川内村・横瀬村）、黒瀬村、崎戸村、江島村、平島村、多以良村、松島村、瀬戸村、雪浦村
- 1928年（昭和3年）6月1日 - 瀬戸村が町制施行、瀬戸町となる。
- 1931年（昭和6年）10月1日 - 崎戸村が町制施行、崎戸町となる。
- 1949年（昭和24年）
  - 4月1日 - 黒瀬村が町制施行、黒瀬町となる。
  - 7月1日 - 黒瀬町が町名を大島町に改称。
- 1955年（昭和30年）
  - 2月11日 - 多以良村・松島村・瀬戸町・雪浦村が合併し、大瀬戸町が発足。
  - 4月1日 - 面高村と七釜村が合併し、西海村が発足。
- 1956年（昭和31年）9月1日 - 崎戸町が江島村・平島村を編入する。
- 1957年（昭和32年）3月31日 - 西海村と瀬川村が合併し、あらためて西海村が発足。
- 1961年（昭和36年）6月29日 - 亀岳村と大串村が新設合併し、西彼村が発足。
- 1969年（昭和44年）1月1日
  - 西海村が町制施行、西海町となる。
  - 西彼村が町制施行、西彼町となる。
- 2005年（平成17年）4月1日 - 大瀬戸町・西彼町・西海町・大島町・崎戸町が合併し市制施行。西海市が発足（平成の大合併）。西海市役所は旧大瀬戸町役場に置かれ、他の旧町役場は「総合支所」となった。
- 2019年（平成31年・令和元年） 1月 - 西九州させぼ広域都市圏に参加。[4]

## 行政

### 市政

#### 市長
- 初代 - 山下純一郎（2005年5月1日 - 2009年4月30日、1期）
- 第2代 - 田中隆一（2009年5月1日 - 2017年4月30日、2期）
- 第3代 - 杉澤泰彦（2017年5月1日 - 2017年4月30日、2期）
- 第4代 - 瀬川光之（2025年5月1日 - 現職、1期）

#### 市議会
- 西海市議会 定数18(任期：2017年5月1日~2021年4月30日[5])

#### 組織
- 西海市役所（旧大瀬戸町役場、大瀬戸町瀬戸樫浦郷2222番地）
  - 市長
    - 副市長
      - 総務部
        - 総務課 - 総務法規班、秘書班、人事班、契約班
          - 松島出張所（離島、大瀬戸町松島内郷1384-11）

        - 財務課 - 財産管理班、財政班
        - 安心安全課 - 消防防災班、基地対策班、安心生活班

      - さいかい力創造部
        - 政策企画課 - 政策調整班、情報電算班
        - まちづくり推進課 - 地域再生振興班、企業誘致促進班

      - 市民環境部
        - 市民課 - 総務戸籍班、総合窓口班（パスポート窓口）[2]
        - 税務課 - 市民税班、資産税班、収納班
        - 環境政策課 - 総務環境班、廃棄物政策班、施設整備班

      - 保健福祉部（福祉事務所）
        - 健康づくり課 - 予防班、保健班
        - 医療保険課 - 医療保険班
        - 福祉課 - 総務福祉班、児童母子班、障がい者福祉班
        - 社会課 - 生活保護班
        - 長寿介護課 - 長寿政策班、介護保険班、地域支援班

      - 産業振興部
        - 農林課 - 農林畜産班、農村整備班、有害鳥獣対策班
        - 水産課 - 水産企画班、水産振興班
        - 商工観光課 - 商工雇用班、観光振興班

      - 建設水道部
        - 建設課 - 土木整備班、土木管理班
        - 住宅建築課 - 建築整備班、住宅管理班
        - 上水道課 - 水道総務班、維持管理班、施設整備班
        - 下水道課 - 総務管理班、施設整備班

      - 総合支所（各総合支所に地域課・市民課を設置。）
        - 西彼総合支所（西彼町喰場郷1686-3、長崎オランダ村跡地[6]）西彼総合支所、長崎オランダ村

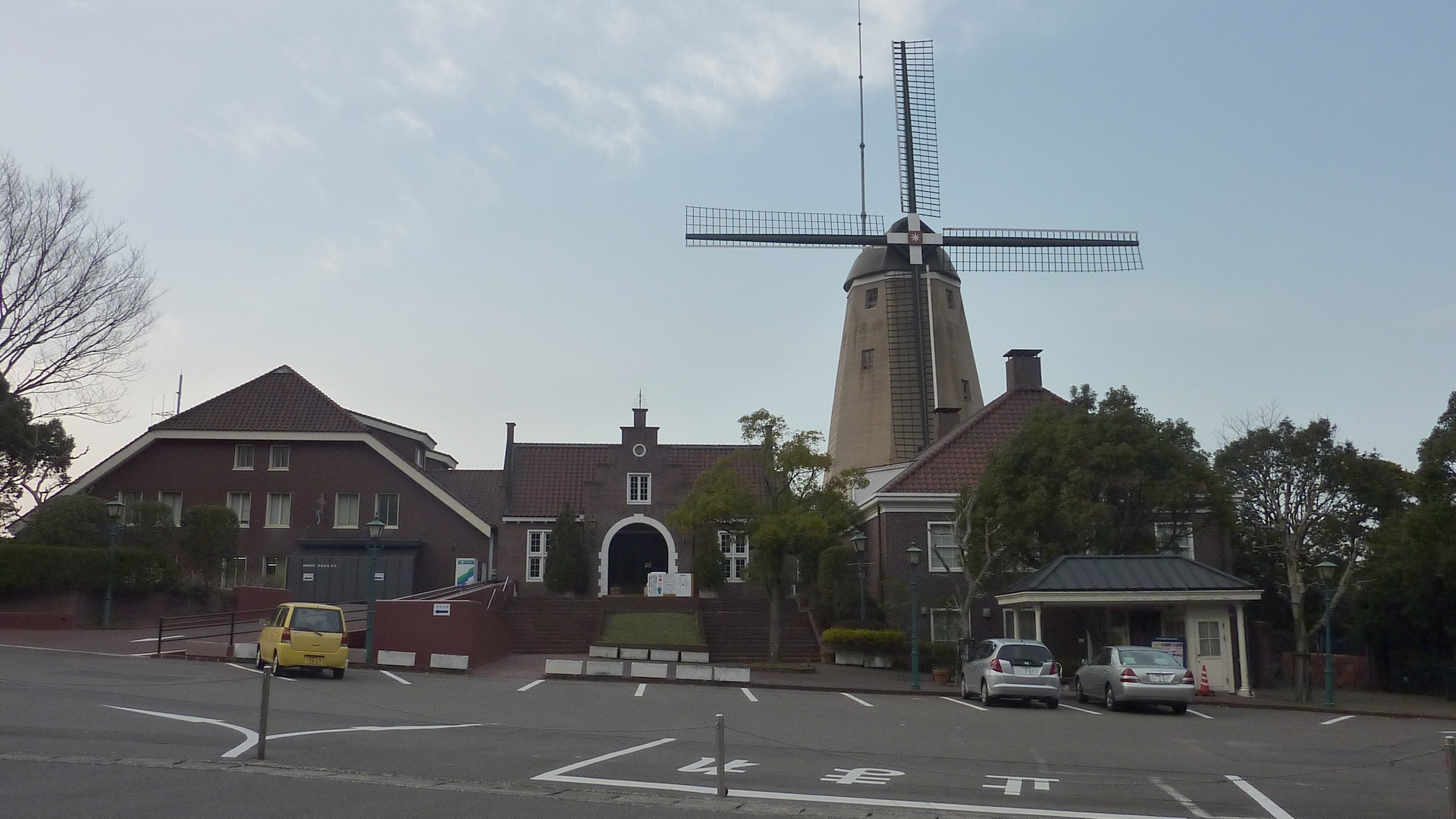
西彼総合支所、長崎オランダ村

        - 西海総合支所（西海町木場郷2235）
        - 大島総合支所（大島町1894-5） - 地域課・市民課に加え、管理課建設管理班を設置。
        - 崎戸総合支所（崎戸町蠣浦郷1646-7）
          - 江島出張所（離島、崎戸町江島1475）
          - 平島出張所（離島、崎戸町平島830）

    - 会計課 - 会計班、審査班
    - 議会事務局 - 総務班、議事調査班
    - 教育長 - 教育委員会
      - 教育総務課 - 総務班、財務管理班（大瀬戸町瀬戸板浦郷920-12）
      - 学校教育課 - 指導班、学務班（同上）
      - 社会教育課 - 生涯学習班、文化スポーツ班（同上）
      - 事務所 - 西海事務所（西海公民館）、西彼事務所（西彼地区教育文化センター内）、大瀬戸事務所（大瀬戸コミュニティセンター内）、大島事務所（大島離島開発センター内）、崎戸事務所（崎戸中央公民館内）

    - 農業委員会 - 委員会班
    - 選挙管理委員会 - 選挙班
    - 監査委員 - 監査班

#### 庁舎
- 本庁（旧大瀬町役場、大瀬戸町瀬戸樫浦郷2222）
- 第1別館（福祉事務所、大瀬戸町瀬戸樫浦郷2278-1） -さいかい力創造部政策企画部情報電算班、保健福祉部、選挙管理委員会
- 第2別館（大瀬戸コミュニティーセンター） - 総務部財務課財産管理班、契約班
- 第3別館（旧西海市社会福祉協議会大瀬戸支部跡）- 産業振興部、農業委員会
- 第4別館（大瀬戸土木維持管理事務所2階、大瀬戸町瀬戸板浦郷1128-16）- 建設水道部
- 大瀬戸総合運動公園（大瀬戸瀬戸西濱郷950） - 教育委員会スポーツ振興課
- 旧西海町役場庁舎（現 西海総合支所、西海町木場郷2235） - 教育委員会教育総務課・学校教育課・社会教育課

#### 消防
- 佐世保市に委託している。
  - 佐世保市消防局
    - 東消防署
      - 西彼主張所（西海市西彼町小迎郷3098-3）
      - 大崎出張所（西海市大島町3384-11）
        - 西海市消防団崎戸方面団
          - 江島コミュニティセンター
          - 平島コミュニティセンター

      - 大瀬戸出張所（西海市大瀬戸町瀬戸樫浦郷1662-1）

#### 医療
市立
- 西海市役所保健福祉部
  - 江島診療所
  - 平島診療所
  - 松島診療所
  - 雪浦診療所

かつて市立病院として「大島病院」が存在したが、2011年（平成23年）4月に民営化され現在は「社会福祉法人福医会さいかい病院」となっている。

#### 姉妹都市
- 北海道広尾町[8]
- オーストラリアクイーンズランド州ボーエン市[8] 英語表記 Bowen, Queensland, Australia - 旧大瀬戸町時代からの姉妹都市。[9]

#### 交流都市・団体
- 中華人民共和国上海市常熟路小学校[8] - 民間主導の交流

### 県政所管

#### 県の機関
- 県北振興局（佐世保市）
  - 管理部
  - 税務部
  - 商工水産部
  - 建設部
    - 大瀬戸土木維持管理事務所
    - 雪浦ダム管理事務所
- 長崎振興局（長崎市）
  - 保健部（西彼保健所）（長崎市滑石）
- 県央振興局（諫早市）
  - 農林部
    - 西海事務所（旧長崎オランダ村内）

#### 警察
- 長崎県警察
  - 西海警察署
  - 新上五島警察署（江島・平島を管轄）

#### 県議会
- 長崎県議会 西海市選挙区 定員1

### 国政

#### 国の機関
厚生労働省
- ハローワーク西海（長崎公共職業安定所西海出張所）

#### 衆議院
- 任期 ： 2017年（平成29年）10月22日 - 2021年（令和3年）10月21日（「第48回衆議院議員総選挙」参照）

| 選挙区                                                                                        | 議員名   | 党派名     | 当選回数 | 備考   |
| --------------------------------------------------------------------------------------------- | -------- | ---------- | -------- | ------ |
| 長崎県第4区（西海市、佐世保市（早岐・三川内・宮の各支所管内を除く）、平戸市、松浦市、佐々町） | 北村誠吾 | 自由民主党 | 7        | 選挙区 |

### 国防

#### 国際機関
アメリカ海軍
- LCAC基地
- 横瀬貯油所

## 産業

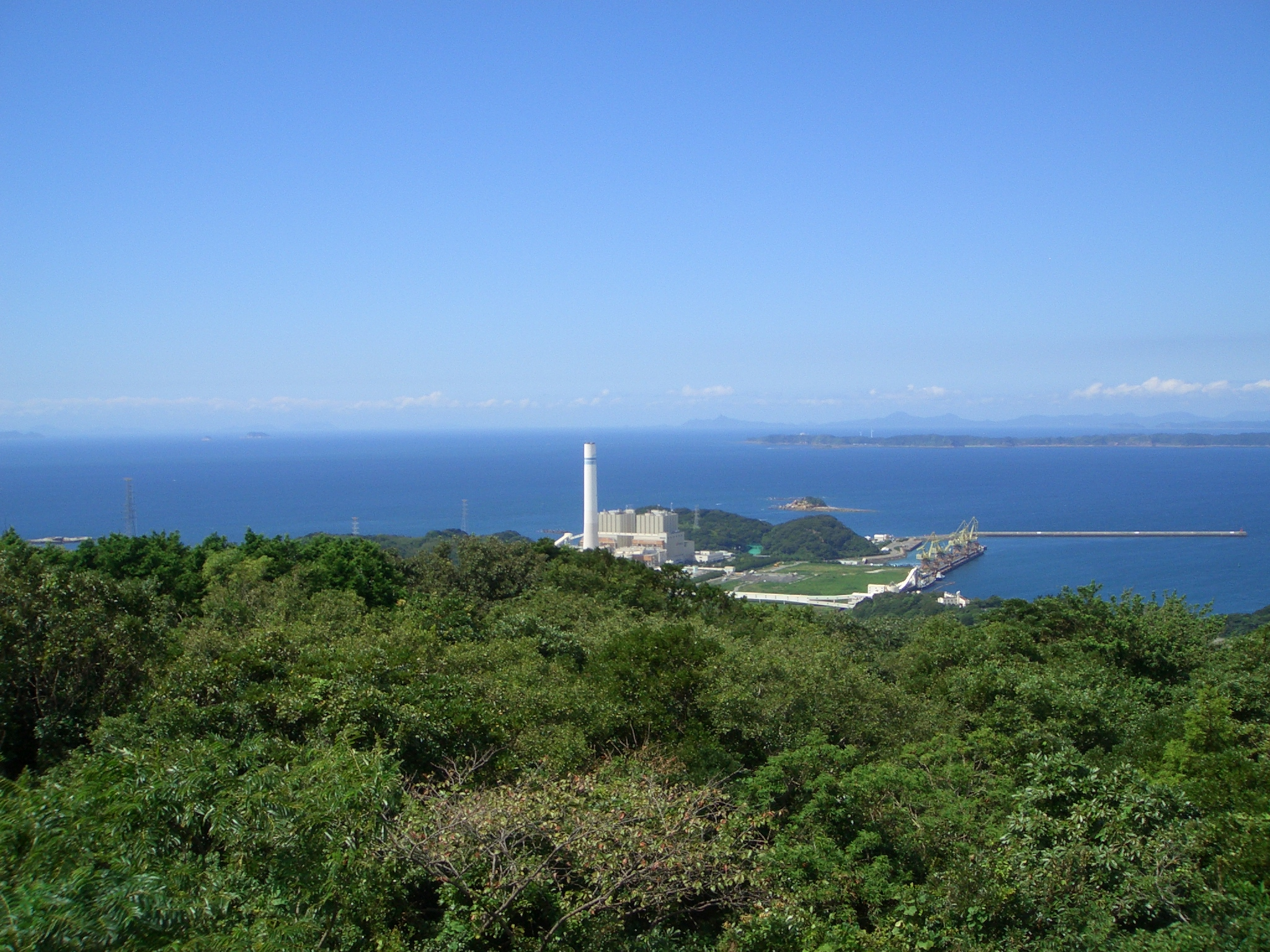
遠見岳より松島火力発電所を展望。

海に囲まれていて沿岸漁業がさかん。南東部の大村湾沿岸ではナマコやカキ、真珠など、北部・西部の五島灘ではアラカブ（カサゴ）、クエ、ブリ、アワビ、イセエビ、ウニ、ワカメ、ヒジキなど、多くの水産物が漁獲される。
農産物ではミカン、スイカ、西海町のゆで干し大根、大島町の完熟トマトなどが特産品として売り出されている。
また、松島には電源開発松島火力発電所、大島には大島造船所、蛎浦島には崎戸製塩所がある。
製造業では、大島町が炭鉱の閉山に際して企業誘致を行ったことで、市内に本拠地を置く大島造船所があり、市内製造業全体に対し造船業が83%をしめる。

## 金融
- 銀行
  - 十八親和銀行大瀬戸支店、大瀬戸中央支店、大串支店、大崎支店
  - 長崎銀行大瀬戸支店
- 農業協同組合（JAバンク）
  - 長崎西彼農業協同組合
    - 支店 - 西海支店、面高支店、七釜支店、多以良支店、西彼支店、大串支店、大瀬戸支店、雪浦支店、大崎支店
    - 営業所 - 太田和営業所、大島郷営業所、江島営業所、平島営業所、
    - 出張所 - 小迎出張所
    - その他、資材センター、自動車整備センター、農機具センター、Aコープ、給油所、斎場等の運営を行っている。
- 漁業協同組合（JFマリンバンク）- 大瀬戸町漁協、西海大崎漁協
- 郵便局（ゆうちょ銀行）- 全部で21局。
  - 集配局 - 窓口業務に加え、該当地域の郵便物の集配業務を行う局。（5局）
    - 亀岳郵便局（〒851-33/851-34で始まる地域）、西海郵便局（〒851-35）、大瀬戸郵便局（〒857-23/857-22/857-25）、肥前大島郵便局（〒857-24）、崎戸郵便局（〒857-31）

  - 無集配局 - 窓口業務のみを行う郵便局（7局）
    - 面高郵便局、横瀬郵便局、大串郵便局、雪浦郵便局、松島郵便局、平島郵便局、七釜郵便局

  - 簡易郵便局（9局）
    - 江島簡易郵便局、崎戸本郷簡易郵便局、馬込簡易郵便局、黒口簡易郵便局、丹納簡易郵便局、小迎簡易郵便局、多以良簡易郵便局、西海南簡易郵便局、太田和簡易郵便局

## 教育

### 高等学校
県立3校
- 長崎県立西彼農業高等学校（せいひのうぎょう、西彼町上岳郷323番地）
- 長崎県立西彼杵高等学校（にしそのぎ、大瀬戸町瀬戸西濱郷663）
- 長崎県立大崎高等学校（おおさき、大島町3468番地1）

西海市は長崎県教育委員会により、長崎市や西彼杵郡と同様に「県南学区」に指定されており、以下の全日制普通科高等学校にも志願・入試・通学が可能である。
- 長崎県立長崎北高等学校、長崎県立長崎西高等学校、長崎県立長崎東高等学校、長崎県立長崎北陽台高等学校、長崎県立長崎南高等学校
- また、以下の調整区域もある。
  - 西彼中学校・西海中学校区 - 長崎県立佐世保北高等学校、長崎県立佐世保西高等学校、長崎県立佐世保南高等学校
  - 江島中学校・平島中学校区 - 県内すべての全日制課程普通科の県立高等学校

### 中学校
市立
- 6校（うち休校1校）（2013年（平成25年）4月現在）
  - 西彼中学校（せいひ、西彼町喰場郷1173）
  - 大瀬戸中学校（おおせと、大瀬戸町瀬戸樫浦郷1624）
  - 西海中学校（さいかい、西海町黒口郷518）- 2012年（平成24年）4月に西海北中学校と西海南中学校を統合し開校。
  - 大崎中学校（おおさき）- 2013年（平成25年）に大島中学校（おおしま）と崎戸中学校（さきと）が統合され、長崎県立大崎高等学校と連携型中高一貫教育を開始。
  - 江島中学校（えのしま、小学校と併設、離島、崎戸町江島204）
  - 平島中学校（ひらしま、小学校と併設、離島、崎戸町平島741）-2017年（平成29年）4月より中学生卒業（生徒在籍数0）のため、休校。

廃止となった中学校については長崎県中学校の廃校一覧#西海市を参照。

### 小学校
市立
- 11校（2022年（令和4年）4月現在）
  - ときわ台小学校（2018年新設、西彼町下岳郷2118）[12][13][14]
  - 大串小学校（おおぐし、西彼町平山郷2333）
  - 西彼北小学校（せいひきた、西彼町小迎郷2530）
  - 雪浦小学校（ゆきのうら、大瀬戸町雪浦下郷1313-2）
  - 大瀬戸小学校（おおせと、大瀬戸町瀬戸樫浦郷2159）-2013年4月 瀬戸小・多以良小（たいら）・松島小の3校と雪浦小幸物分校を統合。
  - 西海東小学校（さいかいひがし、西海町丹納郷2030）
  - 西海小学校（さいかい、西海町中浦南郷215）- 2016年4月 西海西小と西海南小2校を統合の上開校。
  - 西海北小学校（さいかいきた、西海町横瀬郷660）
  - 大崎小学校（おおさき、大島町1922-2）- 2022年4月 大島東小・大島西小・崎戸小3校を統合の上開校。
  - 江島小学校（えのしま、中学校と併設、離島、崎戸町江島204）-2007年（平成19年）より休校していたが、2010年（平成22年）小学生の入学で復校。
  - 平島小学校（ひらしま、中学校と併設、離島、崎戸町平島741）

廃止となった小学校については長崎県小学校の廃校一覧#西海市を参照。

### 特別支援学校
- 長崎県立鶴南特別支援学校高等部西彼杵分教室（2016年（平成28年）4月 長崎県立西彼杵高等学校に併設）
  - 2025年（令和7年）4月からは西海市立大瀬戸中学校に小・中学部が設置され、移管により長崎県立時和特別支援学校西彼杵分校となる予定。

### こども園
市立
- 大島こども園 - 2021年（令和3年）大島幼稚園と間瀬保育所を統合して開園

### 幼稚園
私立
- 天真幼稚園（西彼町平山郷2324-16）
- 西彼中央幼稚園（西彼町喰場郷413）
- あかつき幼稚園（西海町木場郷1398）
- 崎戸幼稚園

### 保育所
市立
- 横瀬保育所（西海町横瀬郷2938）

私立
- 亀岳保育園（西彼町上岳郷148）
- 小迎保育園（西彼町小迎郷2734-1）
- 瀬川保育園（西海町丹納郷2766-5）
- はすの実保育園（西海町太田和郷907-1）
- 樹心保育園（西海町天久保郷1325）
- たんぽぽ保育園（西海町川内郷1093）
- 西海保育園（西海町七釜郷1888）
- 瀬戸保育園（大瀬戸町瀬戸福島郷1458-33）
- 遊林保育園（大瀬戸町瀬戸西濱郷63）
- 淳心保育園（大瀬戸町雪浦下郷1206-1）
- 松島保育園（大瀬戸町松島内郷298-1）
- 多以良保育園（大瀬戸町多以良内郷1336-1）
- 太田尾保育園（大島町太田尾4617）
- まさご保育園（大島町真砂1813-8）

### 図書館
- 西海市立西彼図書館（西彼町喰場郷736）
- 西海市立大島図書館（大島町1922-2）
- 西海市西海歴史民俗資料館図書室（西海町黒口郷488-1）
- 西海市崎戸中央公民館図書室（崎戸町蠣浦郷1645）
- 西海市大瀬戸歴史民俗資料館図書室（大瀬戸町瀬戸西浜郷61-1）

## 交通

### 空路
- 長崎空港（大村市）が最寄り。
  - 長崎空港は、大村湾をはさみ西海市のある西彼杵半島からは対岸に位置しているため、車での移動は時間がかかる。
    - 西海市の南部に接する長崎市琴海地区、パサージュ琴海から長崎空港行きの高速船が完全予約制で大村湾観光汽船によって運行されている。
    - 琴海地区よりも南にある西彼杵郡の時津港から長崎空港行きの定期高速船が安田産業汽船によって運行されている。
- 上五島空港 - 平島から船で約15分の場所にあったが、現在就航便はなく、2006年（平成18年）4月より閉鎖されている。

### 海路
市外への路線
- 瀬川汽船（旧 西海町渡船）[15]
  - 高速船「せがわ」、「さんせがわ」

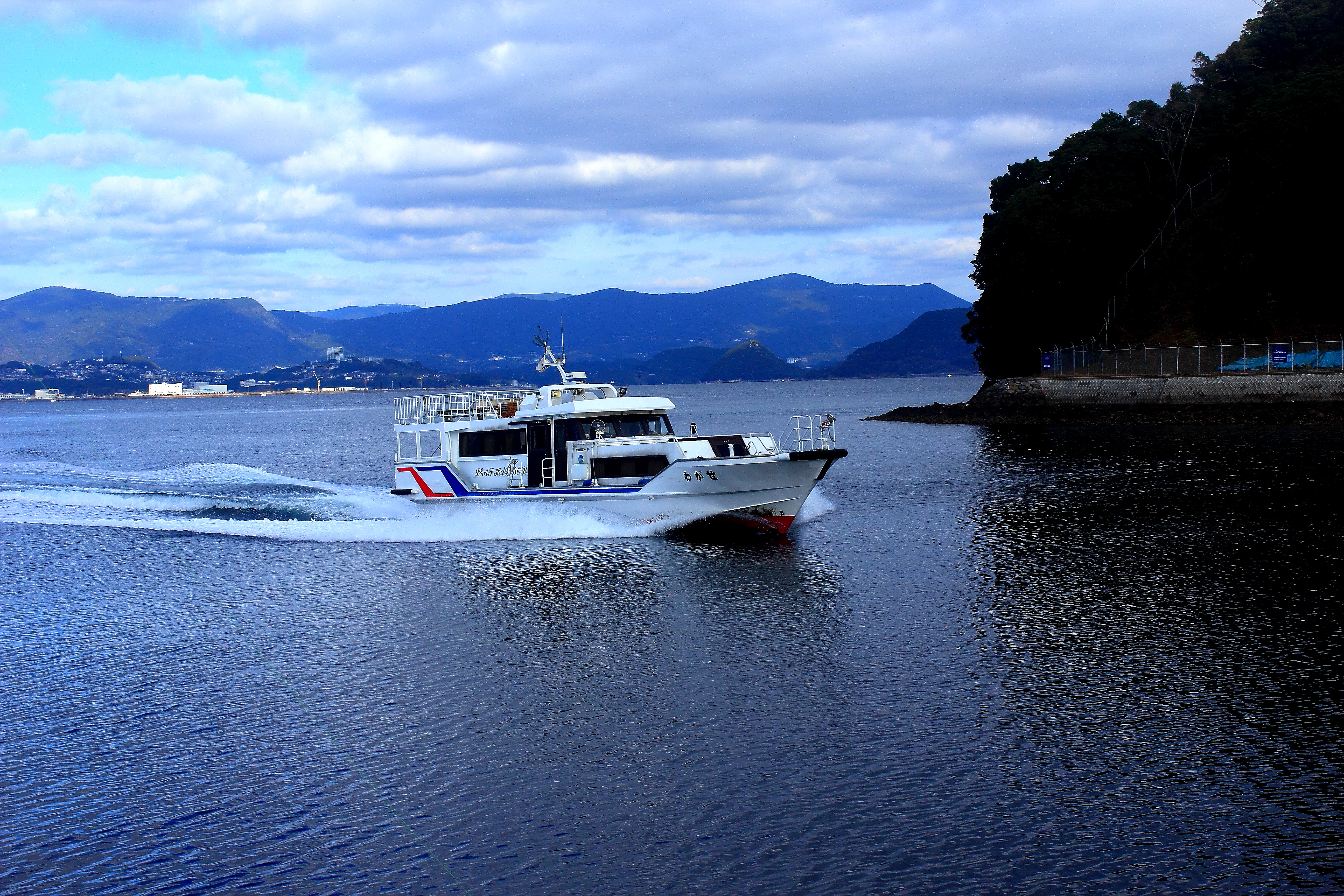
瀬川汽船

    - 路線1 : 佐世保港 - 寄船港 - 横瀬西港 - 小郡港 - 畑下港 - 川内港 （いずれも旧西海町地区）
    - 路線2 : 佐世保港 - 横瀬西港（距離 10 km／所要時間 せがわ-15分、さんせがわ-18分）
- 崎戸商船
  - フェリー「みしま」
    - 路線 : 佐世保港 - 蛎浦島 崎戸港 - 江島丸田漁港 - 平島漁港 - 友住港（南松浦郡新上五島町有川地区）

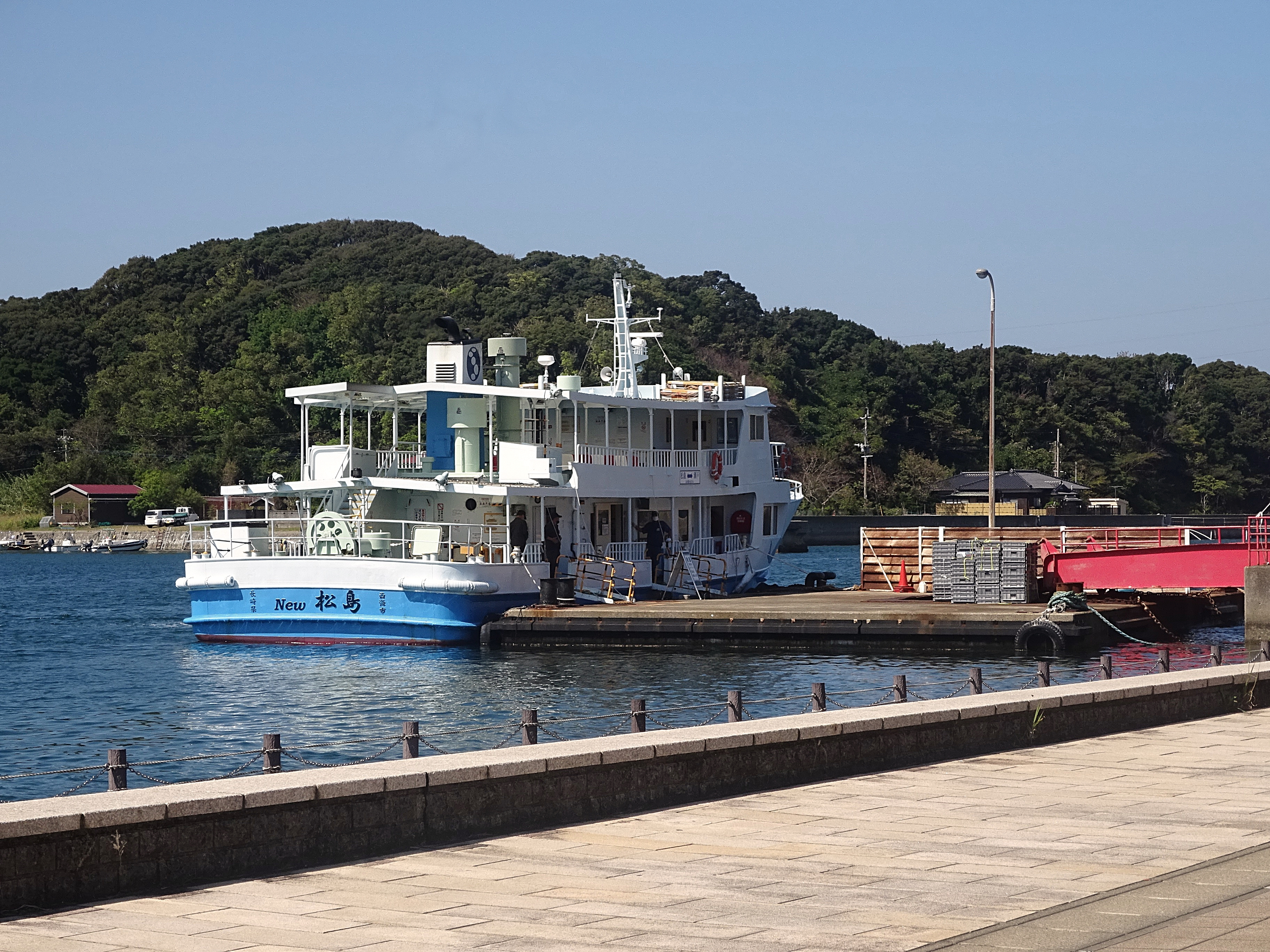
西海市営交通船「New松島」（瀬戸港）

      - 総距離 71.5m／所要時間 3時間29分
- 西海沿岸商船
  - フェリー「フェリーおおしま」「フェリーかしま」
  - 高速船「れぴーど」「れぴーどエクセル」「れぴーど2」
    - 路線 : 佐世保港 - 面高港 - 肥前大島港 - 松島釜浦桟橋 - 瀬戸港 - 池島港（長崎市旧外海町の離島） - 神浦港（長崎市外海地区）

市内路線
- 西海市営交通船
  - 「New松島」
    - 路線 : 瀬戸港 - 松島釜浦港
      - 総距離2.4 km／所要時間約12分
- 江崎海陸運送
  - 旅客カーフェリー「シャトル5」
    - 路線 : 瀬戸港 - 松島吉原港

### 鉄道
- 市内に鉄道は通っていない。
  - JTB時刻表では瀬戸港が市の中心駅として記載されている。
- 最寄駅は佐世保市の早岐駅、ハウステンボス駅（九州旅客鉄道佐世保線、大村線）。西海橋西口から発着する西肥バスは早岐駅もしくは佐世保駅へ直通する。

### バス路線
- さいかい交通 - 長崎自動車の子会社。西彼地区の大串バス停までは長崎自動車の直営路線も通っている。
  - 長崎市内から市西部（旧大瀬戸町）には、長崎市郊外の桜の里ターミナルから「板の浦行き」に乗継可能（一部直通便あり）。
  - 長崎市内から市東部（旧西彼町）には、時津町の時津北部ターミナルから「大串行き」に乗継可能（一部直通便あり）。
  - 佐世保市内から市西部（旧西海町・旧大瀬戸町）には、西海橋東口バス停から「樫の浦行き」に乗継可能。
  - 佐世保市内から市東部（旧西彼町）には、西海橋東口バス停から「大串行き」に乗継可能。
- 西肥自動車（西肥バス） - 佐世保市内と西海橋を結ぶ路線があり、西海橋の西側（西海市側）のたもとにある「西海橋西口」停留所を始発・終着とする。西海市内の停留所は西海橋西口のみ。
  - 佐世保市総合医療センター入口 - 松浦町 - 佐世保駅前 - 日宇駅前 - 卸本町入口 - 早岐田子の浦 - 観潮橋 - 針尾公民館前 - 西海橋東口 - 西海橋西口
  - 重尾 - 早岐駅前 - 観潮橋 - 針尾公民館前 - 西海橋東口 - 西海橋西口

### 道路
- 自動車専用道路
  - 西海パールライン有料道路

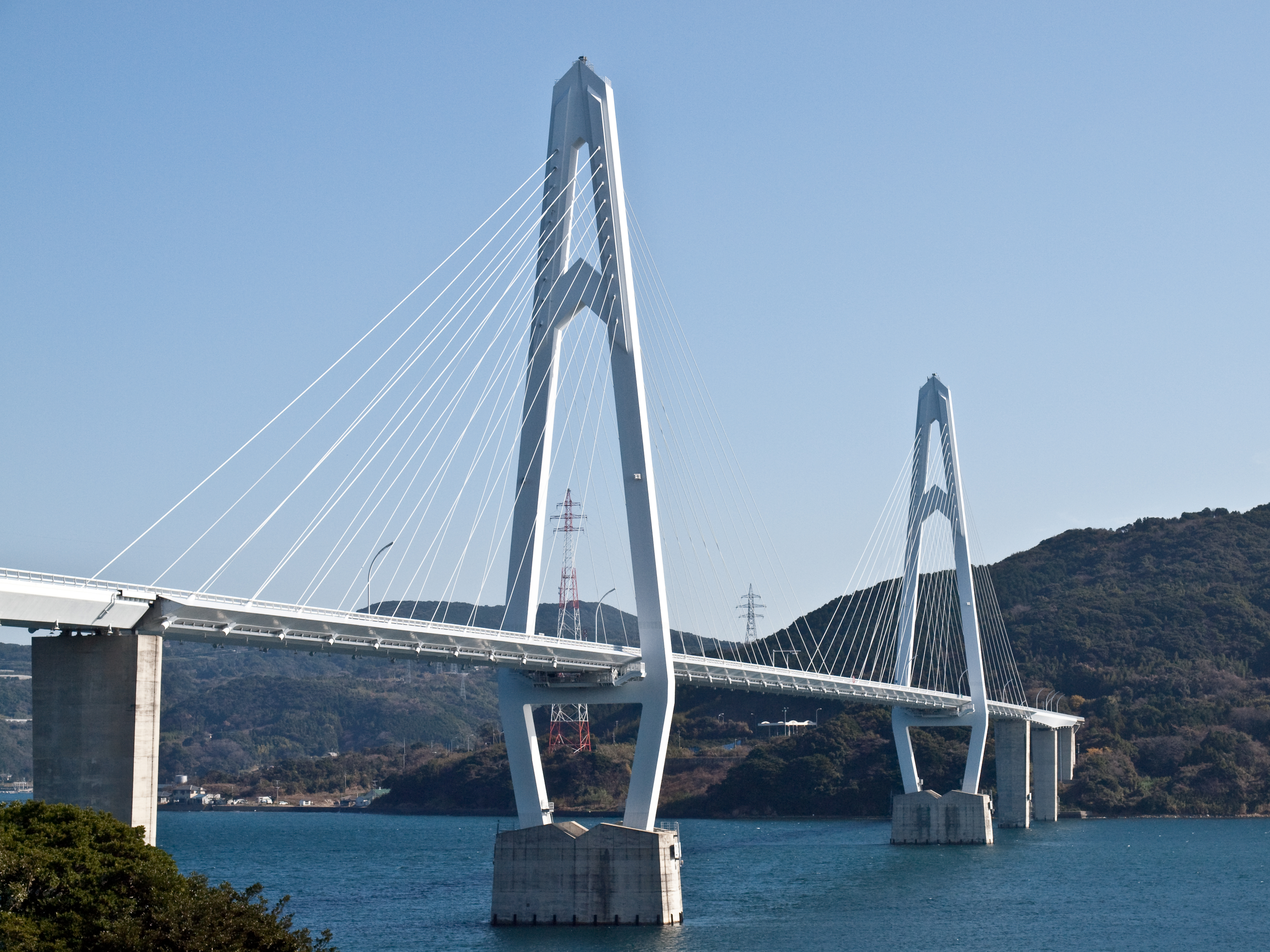
大島大橋

  - 大島大橋（2011年（平成23年）4月に通行料が無料となった。）
    - いずれも県外からの高速道路網にはつながっていない。県外につながる高速道路の最寄りインターチェンジは西九州自動車道佐世保大塔IC。
- 一般国道
  - 国道202号
  - 国道206号
- 主要地方道
  - 長崎県道12号大瀬戸西彼線
  - 長崎県道43号西彼太田和港線
    - 沿線に道の駅さいかい

  - 長崎県道52号大島太田和線
- 一般県道
  - 長崎県道15号崎戸大島線
  - 長崎県道121号面高港線
  - 長崎県道122号七釜西彼線
  - 長崎県道194号黒瀬馬込線
  - 長崎県道199号松島循環線
  - 長崎県道205号日ノ坂瀬川港線
  - 長崎県道242号形上宮浦線港線
  - 長崎県道243号寺島馬込港線
- 西彼杵広域農道

## 名所・旧跡・観光スポット・祭事・催事・レジャー
- 大島大橋・大島大橋公園
- 丸田海水浴場
- 七釜鍾乳洞
- 中浦ジュリアン記念公園
- 柳の浜海水浴場
- 尻久砂里浜
- 外平海水浴場

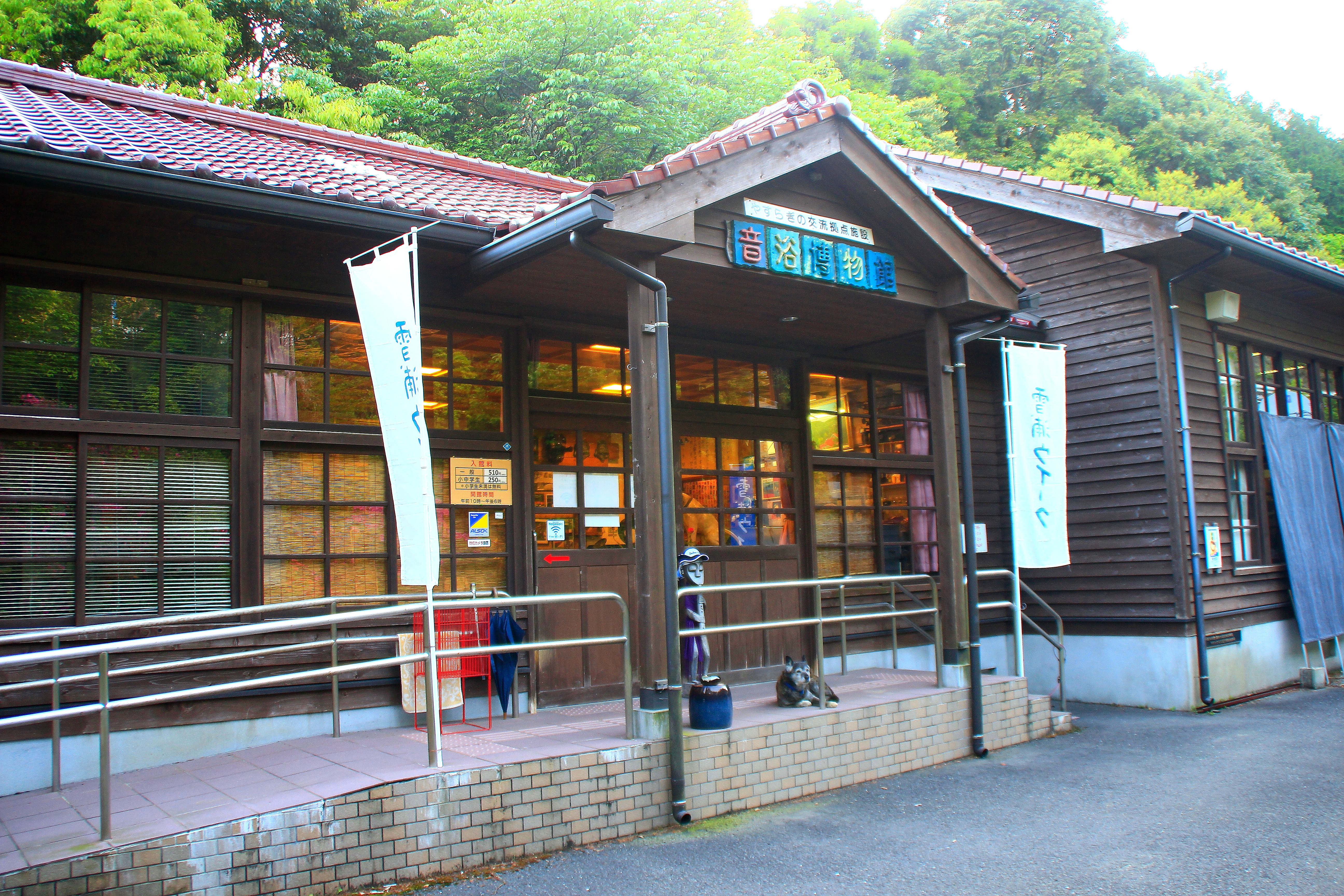
音浴博物館

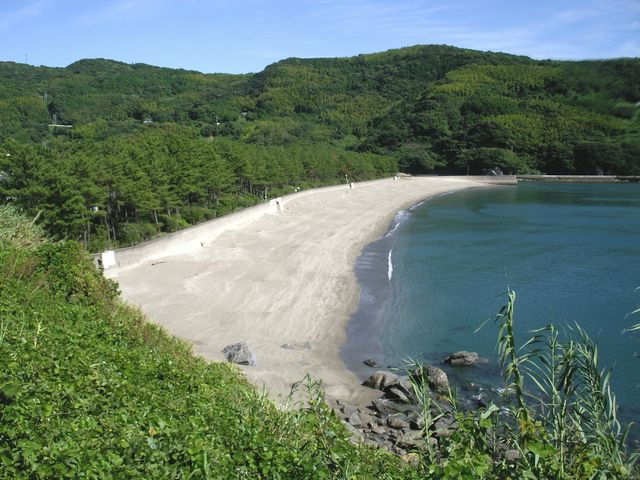
雪浦海水浴場

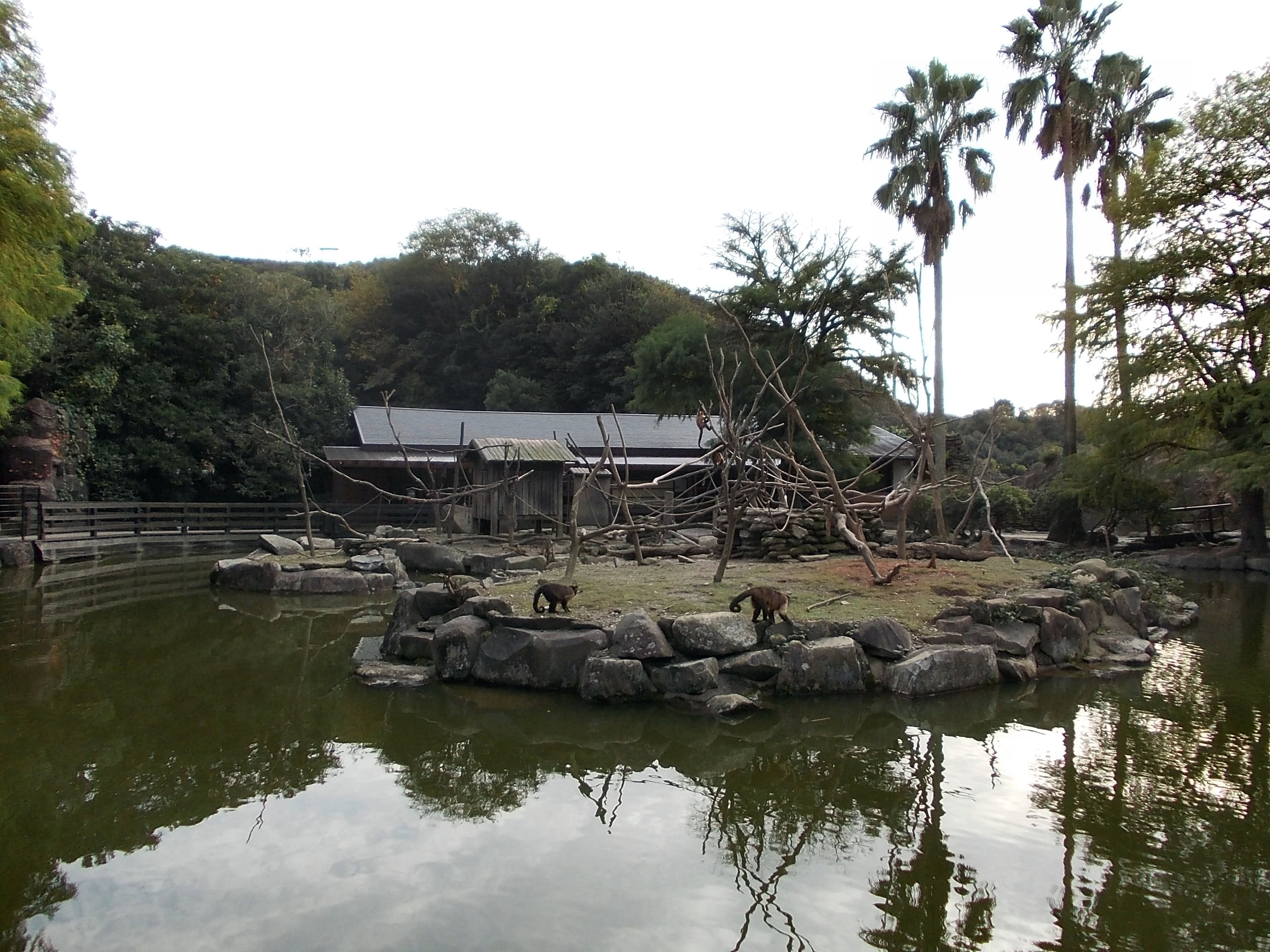
長崎バイオパーク

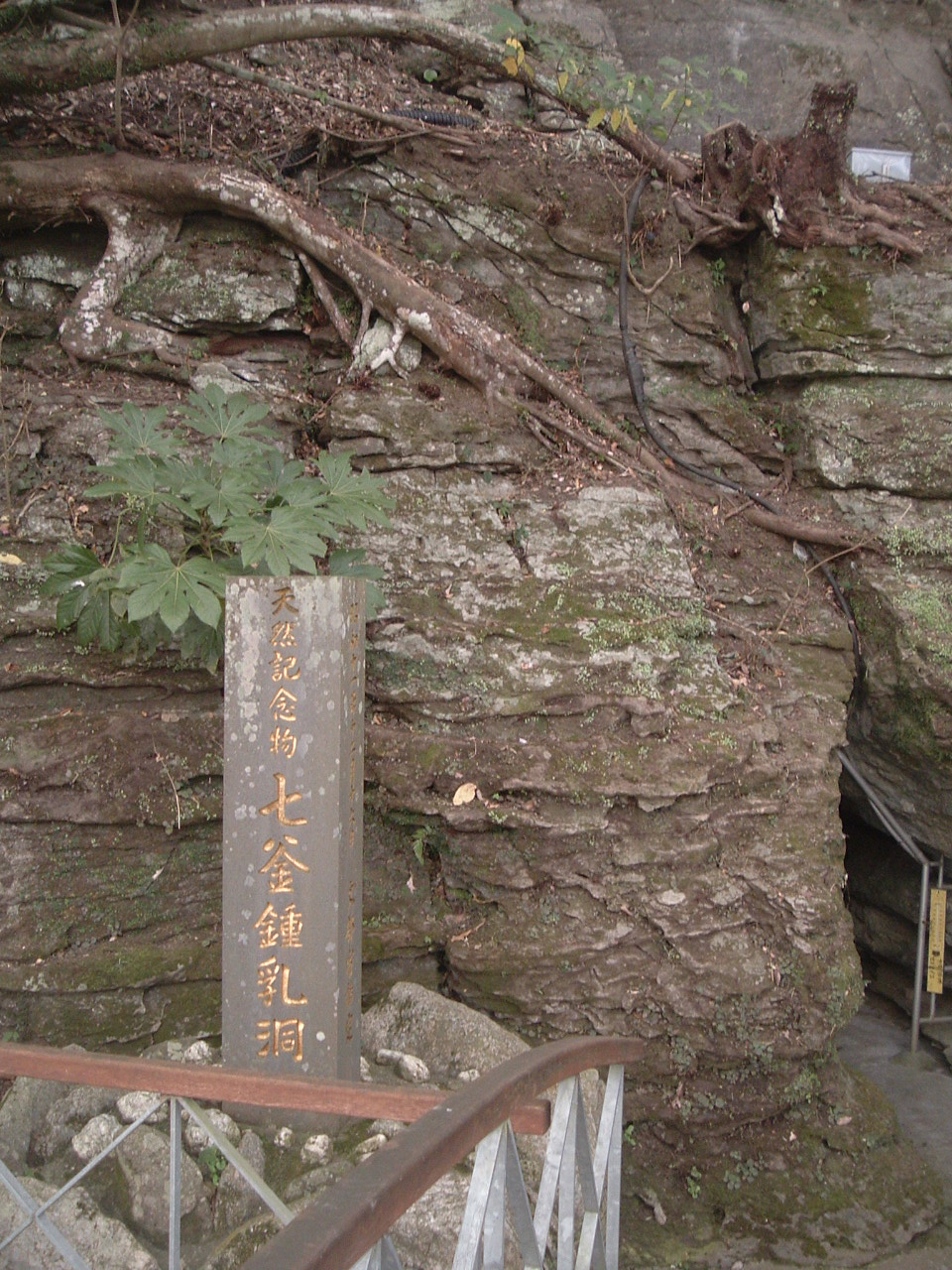
七ツ釜鍾乳洞

- つがね落としの滝・岩背戸渓谷・ながさき県民の森
- 音浴博物館
- 西海歴史民俗資料館
- 大瀬戸歴史民俗資料館
- 崎戸歴史民俗資料館
- 雪浦海水浴場
- 横瀬浦
- 虚空蔵山・西彼青年の家
- 伊佐ノ浦公園
- 八人ヶ岳公園
- 西海橋・新西海橋・西海橋公園
- 四本堂公園
- キャスビレッジ（破産）
- 生長の家総本山
- 長崎バイオパーク
- 長崎オランダ村（2017年11月にポートホールン長崎から名称変更した）
- オリーブベイホテル
- 北緯33度展望台[16]
- 日本一小さな公園（松島）

## 文化財

### 国指定文化財

#### 重要文化財
- 西海橋（西海市西彼町小迎郷）

#### 史跡
- ホゲット石鍋製作遺跡（西海市大瀬戸町瀬戸羽出川郷字ドンクウ岩）

#### 天然記念物
- 七釜鍾乳洞（西海市西海町中浦北郷字戸五郎、野開、椎ノ木、十善寺、狩底）

### 県指定文化財

#### 史跡
- 西彼町のキリシタン墓碑（2基）（西海市西彼町平原郷1271番地）
- 南蛮船来航の地（西海市西海町横瀬郷4108番地）
- 中浦ジュリアン出生の地（西海市西海町中浦南郷2048番地）
- 多以良の小佐々氏墓所（西海市大瀬戸町多以良内郷2184番地）
- 松島炭鉱第4坑跡（西海市大瀬戸町松島外郷634番地1他）

#### 有形民俗文化財
- 西彼杵半島猪垣基点（西海市西海町中浦北郷197番地）

#### 無形民俗文化財
- 平島のナーマイドー（西海市崎戸町平島）

#### 天然記念物
- 大立島の植物群落（崎戸町江島字大建島2745番第2）

## 著名な出身者
- 太田敏夫（海軍軍人）
- 神近義邦（実業家。長崎オランダ村・ハウステンボス社長）
- 楠本長三郎（医学者・大阪帝国大学第二代総長）
- 栗田有起（小説家）
- 野田秀樹 (劇作家・演出家・役者)
- 三遊亭金翔（元・噺家）
- 中浦ジュリアン（天正遣欧使節・福者）
- 中本繁（漫画家）
- 渕上玲子（女性初の日本弁護士連合会会長）
- 堀川安市（自然史研究家）
- 松竹伸幸（ジャーナリスト）
- 隆昌山勝茂（大相撲力士）
- 森山栄治（俳優、声優）
- 川後陽菜（元乃木坂46）[17]